# Laméovy koeficienty (mechanika)
Laméovy koeficienty jsou fyzikální veličiny, používané k popisu elastických vlastností izotropního pružného prostředí. Název nesou po francouzském matematikovi a fyzikovi Gabrieli Laméovi.
Obvykle se značí {\displaystyle \lambda \,} a {\displaystyle \mu \,}.
Jednotku a rozměr mají stejný, jako moduly pružnosti, tedy pascal (Pa nebo N/m², rozměr m−1·kg·s−2). Vyplývá to z následujících vztahů, vyjadřujících jejich závislost na Youngovu modulu pružnosti {\displaystyle E\,} a na (bezrozměrném) Poissonově čísle {\displaystyle \nu \,}:
{\displaystyle \lambda ={\frac {\nu E}{(1+\nu )(1-2\nu )}}},
{\displaystyle \mu ={\frac {E}{2(1+\nu )}}}.
Hookův zákon pro izotropní prostředí lze pomocí Laméových koeficientů zapsat ve tvaru:
{\displaystyle \sigma _{jk}=\lambda (\sum e_{ii})\delta _{jk}+2\mu e_{jk}\,},
kde {\displaystyle \sigma \,} je tenzor mechanického napětí a {\displaystyle e\,} tenzor malých deformací.